# Wurmbea calcicola
Wurmbea calcicola là một loài thực vật có hoa trong họ Colchicaceae. Loài này được T.D.Macfarl. miêu tả khoa học đầu tiên năm 1993.